# Kaleevci, Çiçekdağı
Kaleevci là một xã thuộc huyện Çiçekdağı, tỉnh Kırşehir, Thổ Nhĩ Kỳ. Dân số thời điểm năm 2010 là 272 người.